# Villa Arrieta
Villa Arrieta es un barrio ubicado en la localidad de Sierras Bayas en el Partido de Olavarría en la Provincia de Buenos Aires.
Las tierras de Villa Arrieta fueron compradas en 1879 por el vasco español Pedro Arrieta, de su apellido deviene el nombre del barrio. Uno de sus descendientes loteó parte de las tierras a comienzos del siglo XX donde se instalaron obreros que no tenían lugar en el barrio de la fábrica de cemento. El poblado se desarrolló entre los años 1950 y 1970 merced a la política de sustitución de importaciones que atrajo población rural a las zonas industriales.